# Herrarnas turnering i fotboll vid Stillahavsspelen 2019
Herrarnas turnering i fotboll vid Stillahavsspelen 2019 avgjordes mellan den 8 juli och 20 juli i Samoa, turneringen var inte åldersbegränsad som föregående turnering, dock ställde Nya Zeeland upp med ett U23-landslag. Turneringen vanns av Nya Zeeland U23 som i finalen besegrade Nya Kaledonien med 2–1.

## Nationer
- Amerikanska Samoa
- Fiji
- Franska Polynesien
- Nya Kaledonien
- Nya Zeeland U23
- Papua Nya Guinea
- Salomonöarna
- Samoa (värdnation)
- Tonga
- Tuvalu
- Vanuatu

## Gruppspel

### Grupp A
| Nr | Lag              | S | V | O | F | GM | IM | MS  | P  |
| -- | ---------------- | - | - | - | - | -- | -- | --- | -- |
| 1  | Nya Zeeland U23  | 4 | 3 | 1 | 0 | 20 | 1  | +19 | 10 |
| 2  | Papua Nya Guinea | 4 | 3 | 0 | 1 | 16 | 2  | +14 | 9  |
| 3  | Vanuatu          | 4 | 2 | 1 | 1 | 25 | 2  | +23 | 7  |
| 4  | Samoa            | 4 | 1 | 0 | 3 | 3  | 22 | −19 | 3  |
| 5  | Tonga            | 4 | 0 | 0 | 4 | 0  | 37 | −37 | 0  |

|              | 8 juli 2019  | Tonga | 00 – 13         | Nya Zeeland U23 | National Soccer Stadium #1                              |                                                         |
| 16:00 UTC+13 | 16:00 UTC+13 |       | (0 – 7) Rapport | 4′ Dylan de Jong 14′, 41′, 81′ Lachie McIsaac 28′, 30′, 37′, 49′, 54′ Logan Rogerson 45+2′ Byron Heath 78′, 83′, 90′ Jake Porter | Apia Publik: 300 Domare: Mongkolchai Pechsri (Thailand) | Apia Publik: 300 Domare: Mongkolchai Pechsri (Thailand) |
| 16:00 UTC+13 | 16:00 UTC+13 |       |                 | | Apia Publik: 300 Domare: Mongkolchai Pechsri (Thailand) | Apia Publik: 300 Domare: Mongkolchai Pechsri (Thailand) |
| 16:00 UTC+13 | 16:00 UTC+13 |       |                 | | Apia Publik: 300 Domare: Mongkolchai Pechsri (Thailand) | Apia Publik: 300 Domare: Mongkolchai Pechsri (Thailand) |

|              | 8 juli 2019  | Samoa | 0 – 6           | Papua Nya Guinea                                                              | National Soccer Stadium #1                                  |                                                             |
| 19:00 UTC+13 | 19:00 UTC+13 |       | (0 – 1) Rapport | 1′, 52′, 75′ Kolu Kepo 83′ Nigel Dabingyaba 87′ Raymond Gunemba 90′ Atti Kepo | Apia Publik: 1 000 Domare: Clifford Daypuyat (Filippinerna) | Apia Publik: 1 000 Domare: Clifford Daypuyat (Filippinerna) |
| 19:00 UTC+13 | 19:00 UTC+13 |       |                 |                                                                               | Apia Publik: 1 000 Domare: Clifford Daypuyat (Filippinerna) | Apia Publik: 1 000 Domare: Clifford Daypuyat (Filippinerna) |
| 19:00 UTC+13 | 19:00 UTC+13 |       |                 |                                                                               | Apia Publik: 1 000 Domare: Clifford Daypuyat (Filippinerna) | Apia Publik: 1 000 Domare: Clifford Daypuyat (Filippinerna) |

|              | 10 juli 2019 | Nya Zeeland U23                                                          | 5 – 1           | Samoa            | National Soccer Stadium #1                                 |                                                            |
| 16:00 UTC+13 | 16:00 UTC+13 | Logan Rogerson 15′, 37′ Jorge Akers 44′ Robert Tipelu 60′ Seth Clark 77′ | (3 – 0) Rapport | 88′ Vito Laloata | Apia Publik: 1 150 Domare: Rani Perry (Franska Polynesien) | Apia Publik: 1 150 Domare: Rani Perry (Franska Polynesien) |
| 16:00 UTC+13 | 16:00 UTC+13 |                                                                          |                 |                  | Apia Publik: 1 150 Domare: Rani Perry (Franska Polynesien) | Apia Publik: 1 150 Domare: Rani Perry (Franska Polynesien) |
| 16:00 UTC+13 | 16:00 UTC+13 |                                                                          |                 |                  | Apia Publik: 1 150 Domare: Rani Perry (Franska Polynesien) | Apia Publik: 1 150 Domare: Rani Perry (Franska Polynesien) |

|              | 10 juli 2019 | Papua Nya Guinea                       | 2 – 0           | Vanuatu | National Soccer Stadium #1                                    |                                                               |
| 19:00 UTC+13 | 19:00 UTC+13 | Raymond Gunemba 11′ Emmanuel Simon 41′ | (2 – 0) Rapport |         | Apia Publik: 1 000 Domare: Thoriq Munir Alkatiri (Indonesien) | Apia Publik: 1 000 Domare: Thoriq Munir Alkatiri (Indonesien) |
| 19:00 UTC+13 | 19:00 UTC+13 |                                        |                 |         | Apia Publik: 1 000 Domare: Thoriq Munir Alkatiri (Indonesien) | Apia Publik: 1 000 Domare: Thoriq Munir Alkatiri (Indonesien) |
| 19:00 UTC+13 | 19:00 UTC+13 |                                        |                 |         | Apia Publik: 1 000 Domare: Thoriq Munir Alkatiri (Indonesien) | Apia Publik: 1 000 Domare: Thoriq Munir Alkatiri (Indonesien) |

|              | 12 juli 2019 | Vanuatu | 0 – 0   | Nya Zeeland U23 | National Soccer Stadium #1                              |                                                         |
| 16:00 UTC+13 | 16:00 UTC+13 |         | Rapport |                 | Apia Publik: 900 Domare: Mongkolchai Pechsri (Thailand) | Apia Publik: 900 Domare: Mongkolchai Pechsri (Thailand) |
| 16:00 UTC+13 | 16:00 UTC+13 |         |         |                 | Apia Publik: 900 Domare: Mongkolchai Pechsri (Thailand) | Apia Publik: 900 Domare: Mongkolchai Pechsri (Thailand) |
| 16:00 UTC+13 | 16:00 UTC+13 |         |         |                 | Apia Publik: 900 Domare: Mongkolchai Pechsri (Thailand) | Apia Publik: 900 Domare: Mongkolchai Pechsri (Thailand) |

|              | 12 juli 2109 | Samoa                 | 2 – 0           | Tonga | National Soccer Stadium #1                       |                                                  |
| 19:00 UTC+13 | 19:00 UTC+13 | Vito Laloata 60′, 75′ | (0 – 0) Rapport |       | Apia Publik: 1 200 Domare: Joel Hopken (Vanuatu) | Apia Publik: 1 200 Domare: Joel Hopken (Vanuatu) |
| 19:00 UTC+13 | 19:00 UTC+13 |                       |                 |       | Apia Publik: 1 200 Domare: Joel Hopken (Vanuatu) | Apia Publik: 1 200 Domare: Joel Hopken (Vanuatu) |
| 19:00 UTC+13 | 19:00 UTC+13 |                       |                 |       | Apia Publik: 1 200 Domare: Joel Hopken (Vanuatu) | Apia Publik: 1 200 Domare: Joel Hopken (Vanuatu) |

|             | 15 juli 2019 | Tonga | 00 – 14         | Vanuatu | National Soccer Stadium #2                                |                                                           |
| 9:00 UTC+13 | 9:00 UTC+13  |       | (0 – 7) Rapport | 5′ Elkington Molivakarua 7′ Bong Kalo 9′ Daniel Natou 22′, 64′, 73′, 82′, 88′ Tony Kaltack 35′ Mitch Cooper 45′ Michel Coulon 45+1′, 80′, 87′, 90+2′ Bill Nicholls | Apia Publik: 100 Domare: Clifford Daypuyat (Filippinerna) | Apia Publik: 100 Domare: Clifford Daypuyat (Filippinerna) |
| 9:00 UTC+13 | 9:00 UTC+13  |       |                 | | Apia Publik: 100 Domare: Clifford Daypuyat (Filippinerna) | Apia Publik: 100 Domare: Clifford Daypuyat (Filippinerna) |
| 9:00 UTC+13 | 9:00 UTC+13  |       |                 | | Apia Publik: 100 Domare: Clifford Daypuyat (Filippinerna) | Apia Publik: 100 Domare: Clifford Daypuyat (Filippinerna) |

|              | 15 juli 2019 | Nya Zeeland U23                         | 2 – 0           | Papua Nya Guinea | National Soccer Stadium #1                              |                                                         |
| 10:00 UTC+13 | 10:00 UTC+13 | Ollie Whyte 34′ (str.) Dane Schnell 79′ | (1 – 0) Rapport |                  | Apia Publik: 300 Domare: Pari Oito (Franska Polynesien) | Apia Publik: 300 Domare: Pari Oito (Franska Polynesien) |
| 10:00 UTC+13 | 10:00 UTC+13 |                                         |                 |                  | Apia Publik: 300 Domare: Pari Oito (Franska Polynesien) | Apia Publik: 300 Domare: Pari Oito (Franska Polynesien) |
| 10:00 UTC+13 | 10:00 UTC+13 |                                         |                 |                  | Apia Publik: 300 Domare: Pari Oito (Franska Polynesien) | Apia Publik: 300 Domare: Pari Oito (Franska Polynesien) |

|             | 18 juli 2019 | Papua Nya Guinea                                                                                                  | 8 – 0           | Tonga | National Soccer Stadium #2                                |                                                           |
| 9:00 UTC+13 | 9:00 UTC+13  | Alex Kamen 22′, 54′ Nigel Dabingyaba 48′ Emmanuel Simon 58′ (str.), 62′, 90+1′ Patrick Aisa 80′ Koriak Upaiga 83′ | (1 – 0) Rapport |       | Apia Publik: 100 Domare: Clifford Daypuyat (Filippinerna) | Apia Publik: 100 Domare: Clifford Daypuyat (Filippinerna) |
| 9:00 UTC+13 | 9:00 UTC+13  | |                 |       | Apia Publik: 100 Domare: Clifford Daypuyat (Filippinerna) | Apia Publik: 100 Domare: Clifford Daypuyat (Filippinerna) |
| 9:00 UTC+13 | 9:00 UTC+13  | |                 |       | Apia Publik: 100 Domare: Clifford Daypuyat (Filippinerna) | Apia Publik: 100 Domare: Clifford Daypuyat (Filippinerna) |

|              | 18 juli 2019 | Vanuatu | 11 – 00         | Samoa | National Soccer Stadium #1                           |                                                      |
| 16:00 UTC+13 | 16:00 UTC+13 | Mitch Cooper 7′, 14′, 16′, 23′ Tony Kaltak 25′, 32′, 55′, 78′ Jeffery Bob 30′ Bill Nicholls 38′ Brian Kaltak 62′ | (7 – 0) Rapport |       | Apia Publik: 500 Domare: Nazmi Nasaruddin (Malaysia) | Apia Publik: 500 Domare: Nazmi Nasaruddin (Malaysia) |
| 16:00 UTC+13 | 16:00 UTC+13 | |                 |       | Apia Publik: 500 Domare: Nazmi Nasaruddin (Malaysia) | Apia Publik: 500 Domare: Nazmi Nasaruddin (Malaysia) |
| 16:00 UTC+13 | 16:00 UTC+13 | |                 |       | Apia Publik: 500 Domare: Nazmi Nasaruddin (Malaysia) | Apia Publik: 500 Domare: Nazmi Nasaruddin (Malaysia) |

### Grupp B
| Nr | Lag                | S | V | O | F | GM | IM | MS  | P  |
| -- | ------------------ | - | - | - | - | -- | -- | --- | -- |
| 1  | Nya Kaledonien     | 5 | 5 | 0 | 0 | 22 | 0  | +22 | 15 |
| 2  | Fiji               | 5 | 3 | 1 | 1 | 25 | 7  | +18 | 10 |
| 3  | Franska Polynesien | 5 | 3 | 0 | 2 | 19 | 6  | +13 | 9  |
| 4  | Salomonöarna       | 5 | 2 | 1 | 2 | 30 | 9  | +21 | 7  |
| 5  | Amerikanska Samoa  | 5 | 0 | 1 | 4 | 2  | 36 | −34 | 1  |
| 6  | Tuvalu             | 5 | 0 | 1 | 4 | 2  | 42 | −40 | 1  |

|             | 8 juli 2019 | Amerikanska Samoa | 0 – 5           | Nya Kaledonien                                                         | National Soccer Stadium #2                     |                                                |
| 9:00 UTC+13 | 9:00 UTC+13 |                   | (0 – 3) Rapport | 10′ Nathanaël Hmaen 17′, 38′ Bertrand Kaï 59′, 85′ Jean-Philippe Saïko | Apia Publik: 100 Domare: Joel Hopken (Vanuatu) | Apia Publik: 100 Domare: Joel Hopken (Vanuatu) |
| 9:00 UTC+13 | 9:00 UTC+13 |                   |                 |                                                                        | Apia Publik: 100 Domare: Joel Hopken (Vanuatu) | Apia Publik: 100 Domare: Joel Hopken (Vanuatu) |
| 9:00 UTC+13 | 9:00 UTC+13 |                   |                 |                                                                        | Apia Publik: 100 Domare: Joel Hopken (Vanuatu) | Apia Publik: 100 Domare: Joel Hopken (Vanuatu) |

|              | 8 juli 2019  | Tuvalu | 00 – 13          | Salomonöarna | National Soccer Stadium #1                              |                                                         |
| 10:00 UTC+13 | 10:00 UTC+13 |        | (0 – 10) Rapport | 12′, 17′, 20′, 33′, 60′ Gagame Feni 24′ Joses Nawo 29′, 38′ Benjamin Totori 40′ Jerry Donga 43′ Atkin Kaua 44′, 73′ Tutizama Tanito 71′ Alwin Hou | Apia Publik: 300 Domare: Pari Oito (Franska Polynesien) | Apia Publik: 300 Domare: Pari Oito (Franska Polynesien) |
| 10:00 UTC+13 | 10:00 UTC+13 |        |                  | | Apia Publik: 300 Domare: Pari Oito (Franska Polynesien) | Apia Publik: 300 Domare: Pari Oito (Franska Polynesien) |
| 10:00 UTC+13 | 10:00 UTC+13 |        |                  | | Apia Publik: 300 Domare: Pari Oito (Franska Polynesien) | Apia Publik: 300 Domare: Pari Oito (Franska Polynesien) |

|              | 8 juli 2019  | Franska Polynesien | 1 – 2           | Fiji                                     | National Soccer Stadium #1                          |                                                     |
| 13:00 UTC+13 | 13:00 UTC+13 | François Mu 88′    | (0 – 1) Rapport | 8′ Samuela Drudru 66′ (str.) Roy Krishna | Apia Publik: 500 Domare: Nick Waldron (Nya Zeeland) | Apia Publik: 500 Domare: Nick Waldron (Nya Zeeland) |
| 13:00 UTC+13 | 13:00 UTC+13 |                    |                 |                                          | Apia Publik: 500 Domare: Nick Waldron (Nya Zeeland) | Apia Publik: 500 Domare: Nick Waldron (Nya Zeeland) |
| 13:00 UTC+13 | 13:00 UTC+13 |                    |                 |                                          | Apia Publik: 500 Domare: Nick Waldron (Nya Zeeland) | Apia Publik: 500 Domare: Nick Waldron (Nya Zeeland) |

|             | 10 juli 2019 | Tuvalu | 0 – 7           | Franska Polynesien                                                                                               | National Soccer Stadium #2                                |                                                           |
| 9:00 UTC+13 | 9:00 UTC+13  |        | (0 – 3) Rapport | 8′, 20′ (str.), 61′ Teaonui Tehau 27′ Stanley Atani 55′ Tamatoa Tetauira 72′ Kevin Barbe 82′ Tevairoa Tehuritaua | Apia Publik: 150 Domare: Clifford Daypuyat (Filippinerna) | Apia Publik: 150 Domare: Clifford Daypuyat (Filippinerna) |
| 9:00 UTC+13 | 9:00 UTC+13  |        |                 | | Apia Publik: 150 Domare: Clifford Daypuyat (Filippinerna) | Apia Publik: 150 Domare: Clifford Daypuyat (Filippinerna) |
| 9:00 UTC+13 | 9:00 UTC+13  |        |                 | | Apia Publik: 150 Domare: Clifford Daypuyat (Filippinerna) | Apia Publik: 150 Domare: Clifford Daypuyat (Filippinerna) |

|              | 10 juli 2019 | Amerikanska Samoa | 0 – 9           | Fiji | National Soccer Stadium #1                           |                                                      |
| 10:00 UTC+13 | 10:00 UTC+13 |                   | (0 – 3) Rapport | 20′, 24′, 50′, 82′ Tito Vodowaqa 36′, 49′ Malakai Rakula 46′, 84′ Christopher Wasasala 89′ Setareki Hughes | Apia Publik: 250 Domare: Nazmi Nasaruddin (Malaysia) | Apia Publik: 250 Domare: Nazmi Nasaruddin (Malaysia) |
| 10:00 UTC+13 | 10:00 UTC+13 |                   |                 | | Apia Publik: 250 Domare: Nazmi Nasaruddin (Malaysia) | Apia Publik: 250 Domare: Nazmi Nasaruddin (Malaysia) |
| 10:00 UTC+13 | 10:00 UTC+13 |                   |                 | | Apia Publik: 250 Domare: Nazmi Nasaruddin (Malaysia) | Apia Publik: 250 Domare: Nazmi Nasaruddin (Malaysia) |

|        | 10 juli 2019 | Salomonöarna | 0 – 2           | Nya Kaledonien               | National Soccer Stadium #1                                     |                                                                |
| UTC+13 | UTC+13       |              | (0 – 0) Rapport | 50′, 90′ Jean-Philippe Saïko | Apia Publik: 1 000 Domare: David Yareboinen (Papua Nya Guinea) | Apia Publik: 1 000 Domare: David Yareboinen (Papua Nya Guinea) |
| UTC+13 | UTC+13       |              |                 |                              | Apia Publik: 1 000 Domare: David Yareboinen (Papua Nya Guinea) | Apia Publik: 1 000 Domare: David Yareboinen (Papua Nya Guinea) |
| UTC+13 | UTC+13       |              |                 |                              | Apia Publik: 1 000 Domare: David Yareboinen (Papua Nya Guinea) | Apia Publik: 1 000 Domare: David Yareboinen (Papua Nya Guinea) |

|             | 12 juli 2019 | Amerikanska Samoa | 1 – 1           | Tuvalu           | National Soccer Stadium #2                              |                                                         |
| 9:00 UTC+13 | 9:00 UTC+13  | Walter Pati 70′   | (0 – 1) Rapport | 31′ Alopua Petoa | Apia Publik: 100 Domare: Pari Oito (Franska Polynesien) | Apia Publik: 100 Domare: Pari Oito (Franska Polynesien) |
| 9:00 UTC+13 | 9:00 UTC+13  |                   |                 |                  | Apia Publik: 100 Domare: Pari Oito (Franska Polynesien) | Apia Publik: 100 Domare: Pari Oito (Franska Polynesien) |
| 9:00 UTC+13 | 9:00 UTC+13  |                   |                 |                  | Apia Publik: 100 Domare: Pari Oito (Franska Polynesien) | Apia Publik: 100 Domare: Pari Oito (Franska Polynesien) |

|        | 12 juli 2019 | Salomonöarna | 0 – 3           | Franska Polynesien                          | National Soccer Stadium #1                           |                                                      |
| UTC+13 | UTC+13       |              | (0 – 1) Rapport | 23′ Tamatoa Tetauira 68′, 87′ Teaonui Tehau | Apia Publik: 200 Domare: Nazmi Nasaruddin (Malaysia) | Apia Publik: 200 Domare: Nazmi Nasaruddin (Malaysia) |
| UTC+13 | UTC+13       |              |                 |                                             | Apia Publik: 200 Domare: Nazmi Nasaruddin (Malaysia) | Apia Publik: 200 Domare: Nazmi Nasaruddin (Malaysia) |
| UTC+13 | UTC+13       |              |                 |                                             | Apia Publik: 200 Domare: Nazmi Nasaruddin (Malaysia) | Apia Publik: 200 Domare: Nazmi Nasaruddin (Malaysia) |

|        | 12 juli 2019 | Nya Kaledonien                 | 1 – 0           | Fiji | National Soccer Stadium #1                          |                                                     |
| UTC+13 | UTC+13       | Jean-Philippe Saïko 43′ (str.) | (1 – 0) Rapport |      | Apia Publik: 800 Domare: Nick Waldron (Nya Zeeland) | Apia Publik: 800 Domare: Nick Waldron (Nya Zeeland) |
| UTC+13 | UTC+13       |                                |                 |      | Apia Publik: 800 Domare: Nick Waldron (Nya Zeeland) | Apia Publik: 800 Domare: Nick Waldron (Nya Zeeland) |
| UTC+13 | UTC+13       |                                |                 |      | Apia Publik: 800 Domare: Nick Waldron (Nya Zeeland) | Apia Publik: 800 Domare: Nick Waldron (Nya Zeeland) |

|              | 15 juli 2019 | Fiji | 10 – 10         | Tuvalu             | National Soccer Stadium #1                            |                                                       |
| 13:00 UTC+13 | 13:00 UTC+13 | Remueru Tekiate 10′ Rusiate Matarerega 15′ Malakai Rakula 44′ Christopher Wasasala 68′, 87′ Tito Vodowaqa 70′, 83′ Kishan Sami 76′ Roy Krishna 89′, 90+2′ | (3 – 0) Rapport | 53′ Sosene Vailine | Apia Publik: 250 Domare: Nadia Browning (Nya Zeeland) | Apia Publik: 250 Domare: Nadia Browning (Nya Zeeland) |
| 13:00 UTC+13 | 13:00 UTC+13 | |                 |                    | Apia Publik: 250 Domare: Nadia Browning (Nya Zeeland) | Apia Publik: 250 Domare: Nadia Browning (Nya Zeeland) |
| 13:00 UTC+13 | 13:00 UTC+13 | |                 |                    | Apia Publik: 250 Domare: Nadia Browning (Nya Zeeland) | Apia Publik: 250 Domare: Nadia Browning (Nya Zeeland) |

|              | 15 juli 2019 | Salomonöarna | 13 – 00         | Amerikanska Samoa | National Soccer Stadium #1                                   |                                                              |
| 16:00 UTC+13 | 16:00 UTC+13 | Gagame Feni 18′, 34′, 61′ Roy Ledoux 27′ (sjm.) Benjamin Totori 42′ Andrew Abba 49′, 54′, 60′, 84′ Denis Ifaunaoa 51′, 62′, 74′ Patrick Taroga 69′ | (4 – 0) Rapport |                   | Apia Publik: 400 Domare: David Yareboinen (Papua Nya Guinea) | Apia Publik: 400 Domare: David Yareboinen (Papua Nya Guinea) |
| 16:00 UTC+13 | 16:00 UTC+13 | |                 |                   | Apia Publik: 400 Domare: David Yareboinen (Papua Nya Guinea) | Apia Publik: 400 Domare: David Yareboinen (Papua Nya Guinea) |
| 16:00 UTC+13 | 16:00 UTC+13 | |                 |                   | Apia Publik: 400 Domare: David Yareboinen (Papua Nya Guinea) | Apia Publik: 400 Domare: David Yareboinen (Papua Nya Guinea) |

|              | 15 juli 2019 | Franska Polynesien | 0 – 3           | Nya Kaledonien                                                | National Soccer Stadium #1                                    |                                                               |
| 19:00 UTC+13 | 19:00 UTC+13 |                    | (0 – 1) Rapport | 30′ Nathanaël Hmaen 86′ Jean-Christ Wajoka 90+1′ César Zeoula | Apia Publik: 1 000 Domare: Thoriq Munir Alkatiri (Indonesien) | Apia Publik: 1 000 Domare: Thoriq Munir Alkatiri (Indonesien) |
| 19:00 UTC+13 | 19:00 UTC+13 |                    |                 |                                                               | Apia Publik: 1 000 Domare: Thoriq Munir Alkatiri (Indonesien) | Apia Publik: 1 000 Domare: Thoriq Munir Alkatiri (Indonesien) |
| 19:00 UTC+13 | 19:00 UTC+13 |                    |                 |                                                               | Apia Publik: 1 000 Domare: Thoriq Munir Alkatiri (Indonesien) | Apia Publik: 1 000 Domare: Thoriq Munir Alkatiri (Indonesien) |

|              | 18 juli 2019 | Nya Kaledonien | 11 – 00         | Tuvalu | National Soccer Stadium #1                               |                                                          |
| 10:00 UTC+13 | 10:00 UTC+13 | Jean-Philippe Saïko 2′, 13′, 53′, 60′ Cédric Decoire 2′, 32′, 90+3′ Sepetaio Nokisi 29′ (sjm.) Nathanaël Hmaen 66′, 87′ Stéphane Tein-Padom 74′ | (5 – 0) Rapport |        | Apia Publik: 100 Domare: Rani Perry (Franska Polynesien) | Apia Publik: 100 Domare: Rani Perry (Franska Polynesien) |
| 10:00 UTC+13 | 10:00 UTC+13 | |                 |        | Apia Publik: 100 Domare: Rani Perry (Franska Polynesien) | Apia Publik: 100 Domare: Rani Perry (Franska Polynesien) |
| 10:00 UTC+13 | 10:00 UTC+13 | |                 |        | Apia Publik: 100 Domare: Rani Perry (Franska Polynesien) | Apia Publik: 100 Domare: Rani Perry (Franska Polynesien) |

|              | 18 juli 2019 | Franska Polynesien                                                                               | 8 – 1           | Amerikanska Samoa   | National Soccer Stadium #1                     |                                                |
| 13:00 UTC+13 | 13:00 UTC+13 | Teaonui Tehau 4′, 39′, 76′ (str.) Tamatoa Tetauira 10′, 15′, 85′ Rooarii Roo 26′ François Mu 84′ | (5 – 1) Rapport | 35′ Chris Fa'amoana | Apia Publik: 140 Domare: Joel Hopken (Vanuatu) | Apia Publik: 140 Domare: Joel Hopken (Vanuatu) |
| 13:00 UTC+13 | 13:00 UTC+13 |                                                                                                  |                 |                     | Apia Publik: 140 Domare: Joel Hopken (Vanuatu) | Apia Publik: 140 Domare: Joel Hopken (Vanuatu) |
| 13:00 UTC+13 | 13:00 UTC+13 |                                                                                                  |                 |                     | Apia Publik: 140 Domare: Joel Hopken (Vanuatu) | Apia Publik: 140 Domare: Joel Hopken (Vanuatu) |

|              | 18 juli 2019 | Fiji                                                     | 4 – 4           | Salomonöarna                                                              | National Soccer Stadium #1                            |                                                       |
| 19:00 UTC+13 | 19:00 UTC+13 | Patrick Joseph 4′ Samuela Drudru 8′ Roy Krishna 19′, 48′ | (3 – 2) Rapport | 11′ Dennis Ifunaoa 45′ Gagame Feni 58′ (str.), 65′ (str.) Benjamin Totori | Apia Publik: 1 000 Domare: Nick Waldron (Nya Zeeland) | Apia Publik: 1 000 Domare: Nick Waldron (Nya Zeeland) |
| 19:00 UTC+13 | 19:00 UTC+13 |                                                          |                 |                                                                           | Apia Publik: 1 000 Domare: Nick Waldron (Nya Zeeland) | Apia Publik: 1 000 Domare: Nick Waldron (Nya Zeeland) |
| 19:00 UTC+13 | 19:00 UTC+13 |                                                          |                 |                                                                           | Apia Publik: 1 000 Domare: Nick Waldron (Nya Zeeland) | Apia Publik: 1 000 Domare: Nick Waldron (Nya Zeeland) |

## Slutspel

### Bronsmatch
|             | 20 juli 2019 | Papua Nya Guinea                                         | 1 – 1                      | Fiji                                                  | National Soccer Stadium #2                                  |                                                             |
| 9:00 UTC+13 | 9:00 UTC+13  | Kolu Kepo 38′                                            | (1 – 0) Rapport            | 58′ Roy Krishna                                       | Apia Publik: 700 Domare: Thoriq Munir Alkatiri (Indonesien) | Apia Publik: 700 Domare: Thoriq Munir Alkatiri (Indonesien) |
| 9:00 UTC+13 | 9:00 UTC+13  |                                                          |                            |                                                       | Apia Publik: 700 Domare: Thoriq Munir Alkatiri (Indonesien) | Apia Publik: 700 Domare: Thoriq Munir Alkatiri (Indonesien) |
| 9:00 UTC+13 | 9:00 UTC+13  | Michael Foster Nigel Dabingyaba Alwin Komolong Kolu Kepo | Straffsparksläggning 2 – 4 | Roy Krishna Setareki Hughes Ame Votoniu Kavaia Rawaqa | Apia Publik: 700 Domare: Thoriq Munir Alkatiri (Indonesien) | Apia Publik: 700 Domare: Thoriq Munir Alkatiri (Indonesien) |

### Final
|              | 20 juli 2019 | Nya Zeeland U23                    | 2 – 1           | Nya Kaledonien   | National Soccer Stadium #1                                     |                                                                |
| 12:00 UTC+13 | 12:00 UTC+13 | Dane Schnell 86′ Billy Jones 90+4′ | (0 – 0) Rapport | 55′ Richard Sele | Apia Publik: 1 200 Domare: David Yareboinen (Papua Nya Guinea) | Apia Publik: 1 200 Domare: David Yareboinen (Papua Nya Guinea) |
| 12:00 UTC+13 | 12:00 UTC+13 |                                    |                 |                  | Apia Publik: 1 200 Domare: David Yareboinen (Papua Nya Guinea) | Apia Publik: 1 200 Domare: David Yareboinen (Papua Nya Guinea) |
| 12:00 UTC+13 | 12:00 UTC+13 |                                    |                 |                  | Apia Publik: 1 200 Domare: David Yareboinen (Papua Nya Guinea) | Apia Publik: 1 200 Domare: David Yareboinen (Papua Nya Guinea) |

## Statistik

### Målskyttar
- 9 mål
  -  Jean-Philippe Saïko
  -  Gagame Feni
  -  Tony Kaltak
- 8 mål
  -  Teaonui Tehau
- 7 mål
  -  Logan Rogerson
- 6 mål
  -  Roy Krishna
  -  Tito Vodowaqa
- 5 mål
  -  Benjamin Totori
  -  Tamatoa Tetauira
  -  Mitch Cooper
  -  Bill Nicholls
- 4 mål
  -  Christopher Wasasala
  -  Nathanaël Hmaen
  -  Kolu Kepo
  -  Emmanuel Simon
  -  Andrew Abba
  -  Dennis Ifunaoa
- 3 mål
  -  Malakai Rakula
  -  Cédric Decoire
  -  Lachie McIsaac
  -  Jake Porter
  -  Vito Laloata
- 2 mål
  -  Samuela Drudru
  -  Bertrand Kaï
  -  Dane Schnell
  -  Nigel Dabingyaba
  -  Raymond Gunemba
  -  Alex Kamen
  -  Tutizama Tanito
  -  François Mu
- 1 mål
  -  Chris Fa'amoana
  -  Walter Pati
  -  Setareki Hughes
  -  Patrick Joseph
  -  Rusiate Matarerega
  -  Kishan Sami
  -  Remueru Tekiate
  -  Richard Sele
  -  Stéphane Tein-Padom
  -  Jean-Christ Wajoka
  -  César Zeoula
  -  Jorge Akers
  -  Seth Clark
  -  Dylan de Jong
  -  Byron Heath
  -  Billy Jones
  -  Robert Tipelu
  -  Ollie Whyte
  -  Patrick Aisa
  -  Atti Kepo
  -  Koriak Upaiga
  -  Jerry Donga
  -  Alwin Hou
  -  Atkin Kaua
  -  Joses Nawo
  -  Patrick Taroga
  -  Stanley Atani
  -  Kevin Barbe
  -  Rooarii Roo
  -  Tevairoa Tehuritaua
  -  Alopua Petoa
  -  Sosene Vailine
  -  Jeffery Bob
  -  Michel Coulon
  -  Bong Kalo
  -  Brian Kaltak
  -  Elkington Molivakarua
  -  Daniel Natou
- Självmål
  -  Roy Ledoux (mot Salomonöarna)
  -  Sepetaio Nokisi (mot Nya Kaledonien)